# Глазуново (Великолуцький район)
Глазуново (рос. Глазуново) — присілок в Великолуцькому районі Псковської області Російської Федерації.
Населення становить 49 осіб. Входить до складу муніципального утворення Пореченська волость.

## Історія
Від 2014 року входить до складу муніципального утворення Пореченська волость.

## Населення
| 2001 | 2002 | 2010 |
| ---- | ---- | ---- |
| 67   | →67  | ↘49  |